# 1552.
◄ | 15. stoljeće | 16. stoljeće | 17. stoljeće | ►
◄ | 1520-ih | 1530-ih | 1540-ih | 1550-ih | 1560-ih | 1570-ih | 1580-ih | ►
◄◄ | ◄ | 1549. | 1550. | 1551. | 1552. | 1553. | 1554. | 1555. | ► | ►►
Arhitektura • Astronomija • Glazba • Kazalište • Kiparstvo • Knjige • Književnost • Kršćanstvo • Medicina • Politika • Pravo • Promet • Slikarstvo • Znanost

## Događaji
- Osmanlije su zauzeli Viroviticu, Čazmu
- 16. travnja – Pedro de Valdivia osnovao grad La Imperial.

## Rođenja
- Hans von Aachen, njemački slikar († 1615.)

## Smrti
- 2. kolovoza – Vasilije Blaženi, ruski svetac (* 1469.)
- 3. prosinca – Sveti Franjo Ksaverski, katolički svetac (* 1506.)

## Vanjske poveznice
|  | Zajednički poslužitelj ima još gradiva o temi 1552. |